# جون ويكس
جون ويكس (بالإنجليزية: John W. Weeks)‏ (و. 1860 – 1926 م) هو سياسي، وضابط من الولايات المتحدة الأمريكية ولد في لانكاستر.
تولى منصب عضو مجلس الشيوخ الأمريكي (1913-03-04–1919-03-03) .وهو عضو في الحزب الجمهوري .

## التعليم
تعلم في أكاديمية الولايات المتحدة البحرية.

## روابط خارجية
- جون ويكس على موقع إن إن دي بي (الإنجليزية)